# Едуардо Ларбануа
Едуардо Ларбануа (нар. 1 серпня 1953, Такуарембо) — уругвайський гітарист, композитор та співак популярної музики, що отримав визнання головним чином через участь у дуеті Ларбануа — Карреро.

## Життєпис
Був учнем Абеля Карлеваро та Естебана Клісіча.

### Los Eduardos

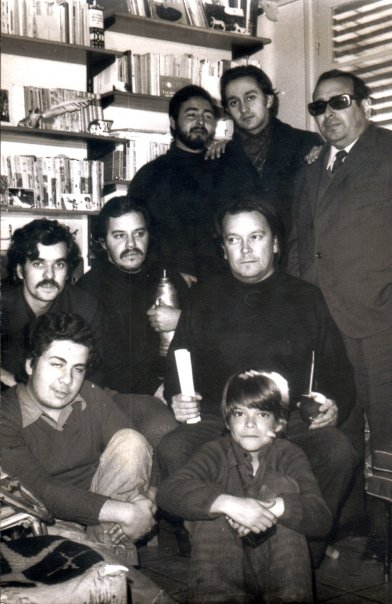
Ларбануа (стоїть ліворуч), разом з Едуардо Дарнаучансом, Вашингтоном Бенавідесом та іншими членами «Grupo de Tacuarembó».

На початку 1970-х створив дует «Лос Едуардос» разом з Едуардо Лаго, також вихідцем з Такуарембо. Тоді вони почали грати в різних місцях цього департаменту та інших містах Уругваю. Вони інтегрували культурний рух під назвою «Grupo de Tacuarembó», до якого належали, серед інших, Вашингтон Бенавідес, Едуардо Дарнаучанс, Гектор Нума Мораес і Карлос Бенавідес.
До розпуску дуету в 1977 артисти записали три альбоми і досягли певного регіонального визнання, гастролюючи по Уругваєм та частиною Аргентини.

### Ларбануа— Карреро
Після того як дует «Los Eduardos» розпався, Ларбануа возз'єднався з Маріо Карреро, з яким він познайомився роками раніше, і вони вирішили створити дует Ларбануа — Карреро.
Цей дует став важливим посиланням на популярну уругвайську музику, історія якої перевищувала 30 років виступів та видання понад 30-ти платівок. Він також дав сольні концерти в таких країнах як Австралія, Нова Зеландія, Сполучені Штати, Канада, Куба, Парагвай, Бразилія, Аргентина ті ін., і ділив сцену з широким діапазоном уругвайських та закордонних митців, у тому числі: Santiago Feliú, León Gieco, Paco Ibáñez, César Isella, Joan Manuel Serrat, Даніель Вільєтті, Альфредо Сітарроса, брати Карлос та Енріке Мехіа Годой та Pablo Milanés.

## Дискографія

### Los Eduardos
- Un cantar por el Norte (Ayuí / Tacuabé a/m18. 1974)
- Los Eduardos 2 (Ayuí / Tacuabé a/e6. 1975)
- De mis pagos queridos (Sondor 44060. 1977)

### Ларбануа— Карреро

#### В Уругваї
- Amigos (junto a Carlos Benavides, Washington Benavides y Juan José de Mello. Sondor 84082. 1978)
- Larbanois — Carrero (Sondor 44101. 1979)
- Cuando me pongo a cantar (Sondor 44147. 1980)
- En recital (junto a Vera Sienra. Sondor 144233. 1982)
- Antirutina (Ceibo SCC 75501. 1982)
- Tanta vida en cuatro versos (Sondor 44331. 1983)
- Pero andando vamos (1984)
- El hombre, digo (1986)
- Rambla sur (Orfeo 90939-1. 1988)
- Lo mejor de Larbanois-Carrero (Sondor 84513. 1988)
- De madrugadas (1990)
- Antología (1993)
- Antología 2 (1993)
- Identidades (1996)
- Cometas sobre los muros (Ayuí / Tacuabé ae199cd. 1998)
- Canciones de Santamarta (Ayuí / Tacuabé ae246cd. 2001)
- 25 años (Ayuí / Tacuabé ae258cd. 2002)
- Coplas del fogón (Ayuí / Tacuabé ae294cd. 2005)
- Concierto 30 años (DVD. Montevideo Music Group 2009)
- Historias (2 CD. Montevideo Music Group 2010)
- 4 en línea (DVD junto a Emiliano y El Zurdo. Montevideo Music Group 2011)
- 4 en línea (CD junto a Emiliano y El Zurdo. Montevideo Music Group 2012)

#### В Аргентині
- Larbanois — Carrero (1980)
- Cuando me pongo a cantar (1981)
- Anti rutina (1984)
- Pero andando vamos (1984)
- Canciones de Santamarta (Acqua Records, 2006)

#### У Бразилії
- La Comparsa (con Sebastiao Fonseca de Oliveira, Washington Benavides y Enrique Rodríguez Viera, 1980)
- Raíces clavadas bien hondo (1982)
- El dorado (con Belchior) (1990)
- Mercosul de canciones (1996)

### Сольна кар'єра
- Trovas por Leandro Gómez (колективний альбом з Карлосом Марією Фоссаті, Карлосом Бенавідесом та Хуліо Мора, 1978)
- Untied Strings (2003)
- Мандала (2014)